# Harmonogram
Harmonogram (potocznie grafik) – rozkład, rozplanowanie przebiegu czynności w czasie.

## Historia
Wynalazcą harmonogramu był polski teoretyk zarządzania Karol Adamiecki. Po raz pierwszy koncepcje opracowanych przez siebie zasad organizacji pracy zbiorowej przedstawił w formie odczytu w języku rosyjskim pt. „Wykreślna metoda organizowania pracy zbiorowej w walcowniach” w lutym 1903 roku w Towarzystwie Technicznym w Jekatierinosławiu (obecnie Dniepr). Adamiecki uzasadniał konieczność uzgadniania pracy urządzeń i ludzi jako warunek powodzenia pracy zespołowej, wprowadzając nieznane przed nim w technice pojęcia harmonizacji pracy w czasie. Nadał swej myśli technicznej i wnioskom postać wykreślną, w wyniku czego powstał pierwszy ‘harmonogram’ – wykres zbiorowej pracy opracowany na przykładzie procesu produkcyjnego walcowni, której wówczas był dyrektorem.
Adamiecki jako pierwszy zastosował metodę chronometrażu. W wyniku swoich badań stwierdził, że głównym powodem strat czasu w procesie produkcji jest brak uzgodnienia poszczególnych operacji, a także sformułował dwa główne zadania organizatorskie:
- harmonijny dobór poszczególnych elementów systemu wytwórczego, tak aby spośród wielu możliwości wybrać elementy dotyczące zasobów o najdoskonalszej charakterystyce ekonomicznej z punktu widzenia celu procesu produkcyjnego, a więc takich, które pozwalają realizować produkcję wzorcową;
- sprowadzenie funkcjonowania systemu wytwórczego do zharmonizowania w czasie działań wszystkich elementów systemu, aby ograniczyć straty czasu

Konsekwencją obserwacji i wniosków były sformułowane prawa:
- prawo podziału pracy i wynikająca z tego prawa reguła specjalizacji;
- prawo koncentracji – istotą jest łączenie wysoce wyspecjalizowanych komórek w celu wspólnego działania;
- prawo harmonii.

Funkcje kontroli w zarządzaniu określił następująco: powinna być ona dokładna, wystarczająca, nieustanna, niezwłoczna i zrównoważona.

## Rodzaje harmonogramów
Harmonogram może wskazywać tylko następstwo, kolejność czynności, może być uzupełniony o przewidywany (bądź oczekiwany) czas trwania, może też zawierać wymagane (lub wyliczone) terminy (data, godzina) początku i końca czynności.
Harmonogram pomaga uświadomić zakres czynności oraz zależności między nimi, ułatwia też nadzorowanie i wczesne wykrywanie zagrożeń realizacji.
Postać graficzna znakomicie ułatwia korzystanie z harmonogramu. Najpopularniejszym sposobem graficznego przedstawienia harmonogramu jest wykres Gantta (oparty na pracach Karola Adamieckiego). Odmianą prezentacji wizualnej jest tablica kontrolna, na której elementy harmonogramu przedstawia się najczęściej za pomocą kolorowych sznurków i znaczników.
Przy złożonych projektach utworzenie harmonogramu nie jest łatwe, szczególnie ze względu na możliwość ustalenia wielu wariantów następstwa czynności. Powstaje zatem problem optymalizacji harmonogramu. Zajmuje się tym programowanie sieciowe, dziedzina programowania matematycznego. Najpowszechniej używaną metodą jest PERT/CPM (Program Evaluation and Review Technique / Critical Path Method).

### Przykłady harmonogramów
- plan lekcji
- harmonogram projektu
- harmonogram ekspedycyjny
- harmonogram produkcji
- harmonogram dostaw
- rozkład jazdy